# Ochsenfeld im Elsass

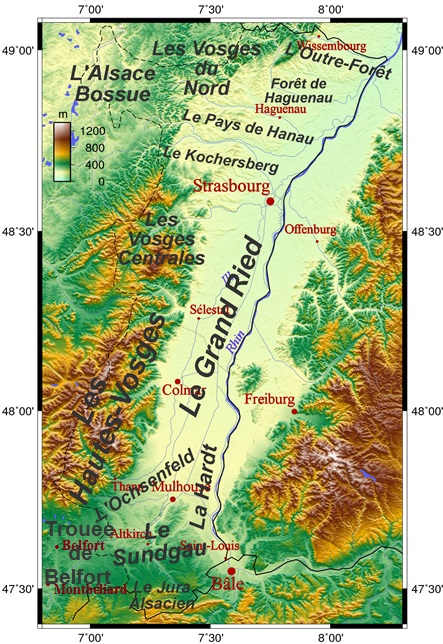
Das Ochsenfeld (im Südwesten der Karte), einer der Naturräume des Elsass

Das Ochsenfeld (französisch: L’Ochsenfeld) ist eine weitläufige Ebene, die sich vom Ausgang des Thanner Tales im Westen bis zur Hardt bei Mülhausen (Elsass) im Osten und vom Sundgau im Süden bis nach Ensisheim im Norden erstreckt. Ochsenfeld ist der Name, der dem Naturraum der Region Mülhausen gegeben wurde.
Diese Ebene wird so genannt, weil sie im Mittelalter ausschließlich für die Rinderzucht genutzt und dort eine Vielzahl von großen Viehmärkten abgehalten wurde. Mit der Entwicklung der landwirtschaftlichen Techniken wurde das Ochsenfeld zum Ackerland.
Der nordöstliche Teil des Ochsenfeldes wird von der Forstlandschaft des Nonnenbruchwaldes ausgefüllt.
Das Ochsenfeld wurde im Verlauf des Dreißigjährigen Krieges zum Ort einer Schlacht, die man bezeichnen kann als Treffen auf dem Ochsenfelde. Die Schlacht erfolgte am 15. Oktober 1638 und fällt damit zeitlich in die Phase von 1635 – 1648, die man als den Schwedisch-Französischen Krieg bezeichnet. Ziel der Schlacht war es, die Versorgung der von Bernhard von Sachsen-Weimar belagerten Festung Breisach durch ein lothringisches Heer unter Befehl von Herzog Karl von Lothringen zu erreichen bzw. diese Versorgung zu verhindern. Letzteres wurde durch den Sieg der Weimaranischen Truppen erreicht.
Ochsenfeld ist auch der Name eines Ortes zwischen Sennheim und Wittelsheim im Département Haut-Rhin (Oberelsass). Hier wurden die archäologischen Überreste der Schlacht im Elsass gefunden, bei der sich Römer und Germanen in der erbittertsten Schlacht jener Zeit gegenüberstanden. Eine Überlieferung besagt, dass jene Schlacht den Anstoß gab für die Gründung von Mülhausen gab.